# Хутровик (Тисмениця)
Футбольний клуб «Хутровик» — український футбольний клуб з міста Тисмениці Івано-Франківської області. У 1990-х роках п'ять сезонів змагався у першостях і кубкових змаганнях серед професійних футбольних колективів України. Від 1999 року (з невеликими перервами) виступає у чемпіонаті Івано-Франківської області.

## Хронологія назв

Стадіон «Хутровик» в Тисмениці

- 1951—1952: «Спартак»
- 1953—1957: «Червоний прапор»
- 1958—1996: «Хутровик»
- 1996—1998: ФК «Тисмениця»
- 1999— : «Хутровик»

## Історія
Активізація спортивного життя в Тисмениці у повоєнний період припадає на початок 1950-х. У 1951 році для участі в обласній першості після невеликої перерви в місті  було відновлено футбольну команду, яка носила назву «Спартак». Водночас власну футбольну дружину «Іскра» створили й на місцевій хутровій фабриці. Відтак у 1953 році керівництво Тисменицького району вирішило об’єднати зусилля спортсменів цих двох колективів, організувавши одну команду «Червоний прапор». Такий організаційний крок позитивно позначився на змагальному потенціалі новоствореного клубу. Вже у своєму дебютному сезоні тисменицькі футболісти перемогли спочатку у зональній обласній першості другої групи (ліги), а після цього й у фінальному турнірі, виборовши путівку у перший футбольний дивізіон Станіславщини.
У 1957 році з ініціативи керівника Тисменицького районного комітету фізичної культури Богдана Лишеги футбольну команду «Червоний прапор» було перейменовано в «Хутровик», позаяк вона передавалася на баланс місцевої хутрової фабрики.
Надалі протягом всього радянського періоду своєї історії, що залишався (за винятком 1979-1985 років), «Хутровик» незмінно представляв Тисменицю у 1-ій лізі чемпіонату Івано-Франківської області. У ту пору найвищим досягненням команди на обласному рівні стало 4-е місце в першості 1966 року. Водночас футболісти-хутровики періодично, і не без локальних успіхів, брали участь у різноманітних галузевих змаганнях. Для прикладу, в сезоні 1960-го «Хутровик» став срібним призером зонального футбольного турніру серед виробничих колективів Станіславської, Львівської та Закарпатської областей, що перебували у віданні Раднаргоспу легкої промисловості. На цьому етапі існування незмінним наставником тисменицької команди аж до 1978 року був Микола Монюк.
Наступний етап в біографії «Хутровика», який припадає на добу незалежної України, був характерний як небаченими до цього злетами провінційного колективу, так і прикрими падіннями. У 1992 році тисменицький клуб вперше в своїй історії став чемпіоном Івано-Франківської області та здобув право на участь у наступному сезоні 1992/1993 років у аматорській першості України. У цих змаганнях «Хутровик» став переможцем своєї зони і оформив перепустку в перехідну лігу українського футболу. Окрім того, нападник Сергій Турянський за результатами зональних змагань з 12 м’ячами став найкращим голеадором.
У сезоні 1993/1994 команда «Хутровик» в турнірі перехідної ліги посіла 9 позицію серед 18 клубів. У наступному сезоні 1994/1995 вже в чемпіонаті третьої ліги (так було перейменовано колишню перехідну лігу) «Хутровик» продемонстрував ще більший прогрес в своїх виступах, ставши бронзовим призером серед 22 команд.
Внаслідок чергових організаційних реформ у вітчизняному футболі в сезоні 1995/1996 років третя ліга була ліквідована. Натомість сформовано дві групи в другій лізі, в одній з яких і стартував «Хутровик». Його футболісти, як і роком раніше, знову зійшли на третю сходинку п’єдесталу пошани першості (група «А»).
У 1996 році головний спонсор клубу виробниче хутрове об'єднання «Тисмениця» припинило фінансування команди, що призвело до перейменування футбольного колективу. Відтак, починаючи з чемпіонату 1996-1997 років, команда на професійному рівні виступала під новою назвою – ФК «Тисмениця». Тисменичани в цьому сезоні знову стають третіми в друголігових змаганнях своєї групи, а Орест Атаманчук – кращим бомбардиром групи «А» (11 голів у 27 матчах).
Наступний сезон 1997/1998 років став останнім для тисменицького клубу в статусі професійного. ФК «Тисмениця» посів передостаннє 17-е місце у турнірі другої ліги групи «А». Згідно регламенту команда була вимушена відстоювати право на подальше збереження свого місця в лізі у перехідних іграх. І хоча за сумою двох матчів проти самбірського «Променя» футболісти ФК «Тисмениці» виявилися сильнішими (3:0; 1:1), чим підтвердили своє право залишитися серед професіоналів й надалі, через фінансову скруту на старт чергової першості клуб не вийшов.
У 1990-х тисменицькі футболісти також були неодноразовими учасниками розіграшів Кубка України. Загалом команда взяла участь в 5 кубкових турнірах (13 матчів): здобула в них 6 перемог, 3 поєдинки звела внічию і в 4 програла. Найкращими досягненнями в Кубку України двічі стало проходження до стадій 1/16 фіналу в розіграшах 1994/1995 і 1995/1996 років, у яких подальшу ходу хутровиків зупинили тільки вищолігові клуби – відповідно «Таврія» (Сімферополь) і «Нива» (Тернопіль).
Згадані успіхи «Хутровика» на всеукраїнській арені стали можливими завдяки достатньо стабільному фінансуванню команди її спонсорами протягом тривалого часу, а також його перебуванню в якості фарм-клубу івано-франківського «Прикарпаття».
Після втрати статусу професійного клубу тисменицька команда з 1999 року поновила свою участь в аматорському чемпіонаті Івано-Франківської області, попередньо повернувши собі традиційну назву «Хутровик». Особливих успіхів у наступне десятиріччя футболісти Тисмениці не досягли. Більше того, у середині сезону 2009 року в команди виникли фінансові труднощі, через що вона знялася зі змагань обласного чемпіонату. У 2011 році «Хутровик» відновив свою участь в обласному друголіговому турнірі, посівши на фініші 4-е місце в підсумковій таблиці. Відтоді команда продовжує виступати в другій за престижем лізі першості Івано-Франківщини.

## Досягнення

### На професійному рівні
- Чемпіонат України
- Друга ліга:
- Бронзовий призер: група «А» 1995/1996, 1996/1997
- Третя ліга:
- Бронзовий призер: 1994/1995

### На аматорському рівні
- Переможець зони «2» чемпіонату України з футболу серед аматорів: 1992/1993
- Чемпіон Івано-Франківської області з футболу (1 ліга): 1992

## Відомі гравці
Атаманчук Орест
 Василів Зіновій
 Винник Володимир
 Думанський Ярослав
 Зуєнко Микола
 Костишин Юрій
 Крапивкін Ігор
 Ручкан Євген
 Москвін Валентин
 Петрик Василь
 Турянський Сергій
 Шулятицький Юрій

## Легіонери Хутровика
Беспалих Сергій
 Лотков Олександр
 Фізулі Мамедов

## Тренери
Думанський Ярослав
 Козін Віктор
 Пристай Микола

## Попередня емблема клубу

Колишня емблема ФК «Хутровик»